# Сан-фелипенский отоми
Сан-фелипенский отоми (Estado de México Otomi, Hñatho, Hñotho, Otomí de San Felipe Santiago, Otomí del Estado de México, State of Mexico Otomi) — индейский язык, на котором говорят в муниципалитетах Сан-Бартоло-Морелос, Сан-Фелипе-Сантьяго, Санта-Клара-де-Хуарес, Чапа-де-Мота штата Мехико в Мексике.